# Play (album Super Junior)
Play – ósmy album studyjny południowokoreańskiej grupy Super Junior, wydany cyfrowo 6 listopada 2017 roku przez SM Entertainment. Był promowany przez singel „Black Suit”. Ukazał się w dwóch wersjach fizycznych: „One More Chance” i „Black Suit”.
Przed oficjalnym wydaniem płyty SM Entertainment wydało singel „One More Chance” (kor. 비처럼 가지 마요 (One More Chance)) 30 października 2017 roku. Album został nagrany w siedmioosobowym składzie – po powrocie członków Shindonga, Eunhyuka, Donghae, Siwona z obowiązkowej służby wojskowej. Zawiera wokale tylko siedmiu członków Super Junior, a sześciu członków oficjalnie promowało wydawnictwo: Leeteuk, Heechul, Yesung, Donghae, Shindong i Eunhyuk. Na płycie można również usłyszeć wokale należące do Kyuhyuna i Siwona, mimo że pierwszy z nich pełnił jeszcze swoją obowiązkową służbę, podczas gdy drugi zrezygnował z publicznych występów z powodu uwikłania w kontrowersję.
Sprzedał się w liczbie ponad 237 491 egzemplarzy (stan na maj 2018).

## Lista utworów
| CD  | CD                                                                                 | CD                                                                                                   | CD | CD                                                              | CD      |
| Nr  | Tytuł utworu                                                                       | Tekst                                                                                                | Kompozycja                                                                                                  | Aranżacja                                                       | Długość |
| --- | ---------------------------------------------------------------------------------- | --- | --- | --------------------------------------------------------------- | ------- |
| 1.  | „Black Suit”                                                                       | Lee Seu-ran (Jam Factory), Jo Yoon-kyung, Oh Min-joo (Jam Factory), Im Jung-hyo (Jam Factory), ESBEE | Martin Hoberg Hedegaard, Coach & Sendo                                                                      | Martin Hoberg Hedegaard, Coach & Sendo                          | 3:21    |
| 2.  | „Scene Stealer”                                                                    | Eunhyuk                                                                                              | Joe 'Joe Millionaire' Foster, Davey Nate, Prince Chapelle, Phillip Guillory, MZMC, Otha 'Vakseen' Davis III | Joe 'Joe Millionaire' Foster, Phillip Guillory                  | 3:25    |
| 3.  | „Bicheoreom Gaji Mayo (One More Chance)” (kor. 비처럼 가지 마요 (One More Chance)) | Donghae, J-Dub, Eunhyuk                                                                              | Donghae, J-Dub                                                                                              | J-Dub                                                           | 4:15    |
| 4.  | „Good Day for a Good Day”                                                          | Jo Yoon-kyung, Park Sung-hee (Jam Factory), Eunhyuk                                                  | Didrik Thott, Josef Melin, Chris Meyer                                                                      | Josef Melin                                                     | 3:05    |
| 5.  | „Runaway”                                                                          | Shin Agnes (MonoTree)                                                                                | Onestar (MonoTree), Choo Dae-gwan (MonoTree), Jeok-jae                                                      | Choo Dae-gwan (MonoTree), Jeok-jae                              | 3:26    |
| 6.  | „The Lucky Ones”                                                                   | Seo Ji-eum, Jin-ri (Full8loom)                                                                       | Lee Paul Williams, Jörgen Kjell Elofsson, Anton Mårtensson                                                  | Lee Paul Williams, Jörgen Kjell Elofsson, Anton Mårtensson      | 3:38    |
| 7.  | „Yeppeo Boyeo (Girlfriend)” (kor. 예뻐 보여 (Girlfriend))                          | Lee Seu-ran (Jam Factory), Eunhyuk                                                                   | DAVII | DAVII                                                           | 3:23    |
| 8.  | „Spin Up!”                                                                         | Jo Yoon-kyung, Heechul, Eunhyuk                                                                      | Mike Woods, Kevin White, Hyuk Shin, Cameron Edward Neilson, MZMC                                            | Rice n' Peas                                                    | 3:09    |
| 9.  | „Sigan Cha (Too late)” (kor. 시간 차 (Too late))                                   | Seo Ji-eum                                                                                           | Cesar Peralta, Christopher Golighty, Francia Lopez, Anthony Lee                                             | Cesar Peralta                                                   | 3:30    |
| 10. | „I do (Du Beonjjae Gobaek) (두 번째 고백)” (kor. I do (두 번째 고백))              | Yoda, Min Yeon-jae, 1wol 8il, Heechul                                                                | Hyuk Shin, Jeff Lewis, Bae Min-soo (Joombas), $un (Joombas), MRey (Joombas)                                 | Hyuk Shin, Bae Min-soo (Joombas), $un (Joombas), MRey (Joombas) | 3:31    |

## Replay
12 kwietnia 2018 roku album został wydany ponownie pod nowym tytułem Replay i zawierał dodatkowo cztery nowe utwory, w tym główny singel – „Lo Siento” z gościnnym udziałem Leslie Grace. Sprzedał się w liczbie ponad 114 457 egzemplarzy (stan na grudzień 2018).

### Lista utworów
| CD  | CD                                                                                 | CD                                                                                                   | CD | CD                                                              | CD      |
| Nr  | Tytuł utworu                                                                       | Tekst                                                                                                | Kompozycja                                                                                                  | Aranżacja                                                       | Długość |
| --- | ---------------------------------------------------------------------------------- | --- | --- | --------------------------------------------------------------- | ------- |
| 1.  | „Lo Siento” (feat. Leslie Grace)                                                   | Kenzie, Heechul, Eunhyuk, Mario Caceres, Yasmil Marrufo, Leslie Grace                                | Daniel “Obi” Klein, Charli Taft, Andreas Oberg, Juan “Play” Salinas, Oscar “Skillz” Salinas                 | Daniel “Obi” Klein, Play N Skillz                               | 3:46    |
| 2.  | „Black Suit”                                                                       | Lee Seu-ran (Jam Factory), Jo Yoon-kyung, Oh Min-joo (Jam Factory), Im Jung-hyo (Jam Factory), ESBEE | Martin Hoberg Hedegaard, Coach & Sendo                                                                      | Martin Hoberg Hedegaard, Coach & Sendo                          | 3:21    |
| 3.  | „Scene Stealer”                                                                    | Eunhyuk                                                                                              | Joe 'Joe Millionaire' Foster, Davey Nate, Prince Chapelle, Phillip Guillory, MZMC, Otha 'Vakseen' Davis III | Joe 'Joe Millionaire' Foster, Phillip Guillory                  | 3:25    |
| 4.  | „Me & U”                                                                           | Lee Yu-jin (Jam Factory), Song Min-ju (Jam Factory, Cho Yun-kyung, Eunhyuk                           | Jamil “Digi” Chammas, Justin Lucas, Michael (M.BRONX) SanFilippo, Anthony Pavel, MZMC                       | Jamil “Digi” Chammas, Justin Lucas, Anthony Pavel               | 3:21    |
| 5.  | „Bicheoreom Gaji Mayo (One More Chance)” (kor. 비처럼 가지 마요 (One More Chance)) | Donghae, J-Dub, Eunhyuk                                                                              | Donghae, J-Dub                                                                                              | J-Dub                                                           | 4:15    |
| 6.  | „Good Day for a Good Day”                                                          | Jo Yoon-kyung, Park Sung-hee (Jam Factory), Eunhyuk                                                  | Didrik Thott, Josef Melin, Chris Meyer                                                                      | Josef Melin                                                     | 3:05    |
| 7.  | „Runaway”                                                                          | Shin Agnes (MonoTree)                                                                                | Onestar (MonoTree), Choo Dae-gwan (MonoTree), Jeok-jae                                                      | Choo Dae-gwan (MonoTree), Jeok-jae                              | 3:26    |
| 8.  | „Super Duper”                                                                      | Team One Sound, Leeteuk                                                                              | Team One Sound, Leeteuk                                                                                     | Team One Sound, Imlay                                           | 3:14    |
| 9.  | „The Lucky Ones”                                                                   | Seo Ji-eum, Jin-ri (Full8loom)                                                                       | Lee Paul Williams, Jörgen Kjell Elofsson, Anton Mårtensson                                                  | Lee Paul Williams, Jörgen Kjell Elofsson, Anton Mårtensson      | 3:38    |
| 10. | „Yeppeo Boyeo (Girlfriend)” (kor. 예뻐 보여 (Girlfriend))                          | Lee Seu-ran (Jam Factory), Eunhyuk                                                                   | DAVII | DAVII                                                           | 3:23    |
| 11. | „An-ajulge (Hug)” (kor. 안아줄게 (Hug))                                            | Yesung, Min Yeon-jae                                                                                 | Yesung, Phenomenotes                                                                                        | Dr.Kwon                                                         | 3:46    |
| 12. | „Spin Up!”                                                                         | Jo Yoon-kyung, Heechul, Eunhyuk                                                                      | Mike Woods, Kevin White, Hyuk Shin, Cameron Edward Neilson, MZMC                                            | Rice n' Peas                                                    | 3:09    |
| 13. | „Sigan Cha (Too late)” (kor. 시간 차 (Too late))                                   | Seo Ji-eum                                                                                           | Cesar Peralta, Christopher Golighty, Francia Lopez, Anthony Lee                                             | Cesar Peralta                                                   | 3:30    |
| 14. | „I do (Du Beonjjae Gobaek) (두 번째 고백)” (kor. I do (두 번째 고백))              | Yoda, Min Yeon-jae, 1wol 8il, Heechul                                                                | Hyuk Shin, Jeff Lewis, Bae Min-soo (Joombas), $un (Joombas), MRey (Joombas)                                 | Hyuk Shin, Bae Min-soo (Joombas), $un (Joombas), MRey (Joombas) | 3:31    |
| 15. | „Lo Siento” (feat. KARD (Jeon So-min, Jeon Ji-woo)) (digital only)                 | Kenzie, Heechul, Eunhyuk, Mario Caceres, Yasmil Marrufo, Leslie Grace                                | Daniel “Obi” Klein, Charli Taft, Andreas Oberg, Juan “Play” Salinas, Oscar “Skillz” Salinas                 | Daniel “Obi” Klein, Play N Skillz                               | 3:46    |

## Notowania

### Play
| Lista                   | Pozycja |
| ----------------------- | ------- |
| Gaon Weekly Album Chart | 2       |
| Gaon Yearly Album Chart | 16      |
| Five Music (Tajwan)     | 3       |
| Billboard World Albums  | 3       |

### Replay
| Lista                   | Pozycja |
| ----------------------- | ------- |
| Gaon Weekly Album Chart | 3       |
| Gaon Yearly Album Chart | 42      |
| Five Music (Tajwan)     | 2       |